# Huddur
Koordinaten: 4° 7′ N, 43° 53′ O
Huddur (somalische Schreibweise Xuddur; auch Hudur, Hodur, Oddur oder Huddur Hadama) ist eine Stadt im Süden Somalias, unweit der Grenze zu Äthiopien. Sie ist die Hauptstadt der Verwaltungsregion Bakool. Ihre einer Berechnung zufolge rund 12.000 Einwohner gehören hauptsächlich dem Clan der Hadame an, die zu den Sagaal-Rahanweyn gehören.
Uddur bedeutet so viel wie „Siedlung“ oder „Zentrum“, und eine lokale Redensart besagt, dass „an Huddur und am Grab kein Weg vorbeiführt“. Seine Bedeutung verdankt Huddur seinen Wasservorkommen, die es zur Oase und Tränkestation für Vieh machen.
Als 1974 unter Siad Barre die Verwaltungsgliederung Somalias geändert wurde, wurde Huddur Hauptstadt der neuen Region Bakool.
Im Bürgerkrieg war die Stadt ab 1995 von Milizen des Mohammed Farah Aidid bzw. von dessen Nachfolger Hussein Mohammed Farah besetzt. Diese wurden 1998 von der Rahanweyn-Widerstandsarmee verdrängt.
In den letzten Jahren war Huddur zwischen der Übergangsregierung Somalias und der islamistischen al-Shabaab umkämpft. So eroberten im Oktober 2008 regierungstreue Truppen die Stadt von al-Shabaab zurück. Im Februar 2009 verdrängten al-Shabaab-Kämpfer wiederum die regierungstreuen Milizen. Im Mai desselben Jahres gab es Angriffe von unbekannter Seite auf die Polizeistation und den Flugplatz, die von al-Shabaab kontrolliert wurden.